# Georges Albert
Georges-Henri Albert (* 1885; † unbekannt) war ein französischer Fußballspieler.

## Vereinskarriere
Albert spielte im Verein mindestens in den Spielzeiten 1907/08 und 1908/09 für Cercle Athlétique de Paris. Dort erreichte er mit seiner Mannschaft im Jahre 1909 das Finale um die französische Meisterschaft (USFSA).

## Nationalmannschaft
Der Mittelfeldspieler war Mitglied der französischen Fußballnationalmannschaft, mit der er an den Olympischen Sommerspielen 1908 teilnahm. Dort kam er am 22. Oktober 1908 bei der 1:17-Niederlage Frankreichs gegen Dänemark zu seinem einzigen Einsatz.